# مكمن الصارة
مكمن الصارة هو تشكيل جيولوجي طبيعي يحتوي على النفط والغاز ويقع في شمال المملكة العربية السعودية.